# 艾梅·卡莉羅
艾梅·卡莉羅（英語：Aimee Carrero，1988年7月15日—）是一名有出身多明尼加的美国女演员。她的著名作品有卡通頻道真人影集《遊戲變身》與ABC Family情境喜劇《美味新關係》。

## 早期生活
艾梅·卡莉罗出生于多明尼加共和国的圣多明哥，並在佛罗里达州的迈阿密长大。
于2006年毕业于Archbishop coleman F.carrol高中，2008年從佛羅里達國際大學國際關係系畢業。

## 事業
她于14岁就开始在当地的剧场表演，并于2007年正式开始了她的专业表演事业。卡莉羅於2006—2008年間參與了不少電視劇的演出，包括《心計》、《林肯崗》、《孟漢娜》、《男人四十》、《左右不逢源》、《哈拉聯誼會》、《滑板小子阿奇阿魯》與《少男老爸》。2009年，於電影《鼠來寶2》中亮相。
2011年，卡莉羅於卡通頻道真人電視電影《遊戲變身》飾演安琪，爾後於其同名影集繼續飾演安琪，而該系列製播了2季。
2012年，卡莉羅參演了Lifetime電視電影《新藍色珊瑚礁》。2012年12月，她參與了外百老匯大西洋劇團的《什麼與美國押韻》世界首演。
2014年，卡莉羅參演了恐怖電影《惡靈嬰弒》。另外，也加入FX影集《美國諜夢》第二季的演出，並飾演桑地諾自由鬥士露西雅。同年6月，其於ABC Family情境喜劇《美味新關係》中飾演主要人物蘇菲雅。
2015年，迪士尼宣布卡莉羅將為迪士尼第一部以拉丁公主為主角的動畫系列《艾蓮娜公主》配音，而該角色將會事先於《小公主蘇菲亞》登場，並預計於2016首播該系列。
2016年，Freeform（前身為ABC Family）宣布預計開發《美味新關係》衍生劇《閨蜜新關係》，並將由卡莉羅與艾希莉·緹絲黛爾擔綱主演。 然而在後門試映過後，Freeform最終未選擇預訂該衍生系列。

## 作品
| 年度 | 作品             | 角色            | 備註 |
| ---- | ---------------- | --------------- | ---- |
| 2007 | 基本之人         | 伊娃·史特洛海姆 | 短片 |
| 2007 | 第4類            | 雅莉珊卓        | 短片 |
| 2009 | 鼠來寶2          | 艾蜜莉          |      |
| 2010 | 永不冬日         | 姍姍            | 短片 |
| 2014 | 惡靈嬰弒         | 艾蜜莉          |      |
| 2015 | 獵巫行動：大滅絕 | 米蘭達          |      |

| 年度      | 作品               | 角色              | 備註                     |
| --------- | ------------------ | ----------------- | ------------------------ |
| 2009      | 心計               | 卡西              | 1集（第1季第22集）       |
| 2009      | 孟漢娜             | 米雅              | 1集（第3季第22集）       |
| 2009      | 林肯崗             | 席兒薇雅·托瑞斯   | 常設角色（4集）          |
| 2009      | 男人四十           | 艾德莉安娜        | 1集（第1季第3集）        |
| 2010      | 左右不逢源         | 年輕銷售員        | 1集（第1季第12集）       |
| 2010      | 哈拉聯誼會         | 桑妮              | 1集（第3季第16集）       |
| 2011      | 滑板小子阿奇阿魯   | 塔莎              | 1集（第3季第11集）       |
| 2011      | 遊戲變身           | 安琪              | 電視電影                 |
| 2012–2013 | 遊戲變身           | 安琪              | 主要角色（31集）         |
| 2012      | BlackBoxTV         | 艾蜜莉            | 1集（第3季第1集）        |
| 2012      | 新藍色珊瑚礁       | 珠德              | 電視電影                 |
| 2014      | 少男老爸           | 席妮              | 1集（第3季第6集）        |
| 2014      | 美國諜夢           | 露西雅            | 常設角色（4集）          |
| 2014–2018 | 美味新關係         | 蘇菲雅·羅德里格茲 | 主要角色                 |
| 2015      | 盲點               | 安娜·孟提斯       | 2集                      |
| 2016–2020 | 艾蓮娜公主         | 艾蓮娜公主        | 配音；主要角色           |
| 2016      | 小公主蘇菲亞       | 艾蓮娜公主        | 配音；1集（第3季第27集） |
| 2016      | 閨蜜新關係         | 蘇菲雅·羅德里格茲 | 主要角色；未售出試播集   |
| 2016      | 百戰天龍           | 辛蒂              | 1集（第1季第8集）        |
| 2017      | 美國恐怖故事：異教 | 野餐女孩          | 1集（第7季第1集）        |

| 年度 | 作品           | 角色 | 備註 |
| ---- | -------------- | ---- | ---- |
| 2014 | Young & 美食家 | 自己 | 4集  |

## 外部連結
- 艾梅·卡莉羅在互联网电影资料库（IMDb）上的資料（英文）
- 艾梅·卡莉羅的X（前Twitter）